# سمیت نوری
سمیت نوری (به انگلیسی: Phototoxicity)، که به آن تحریک نوری نیز می‌گویند، یک تحریک پوستی ناشی از مواد شیمیایی است که نیاز به نور دارد و دستگاه ایمنی را درگیر نمی‌کند. این یک نوع حساسیت به نور است.
پاسخ پوست شبیه آفتاب‌سوختگی اغراق‌آمیز است. ماده شیمیایی درگیر ممکن است با تجویز موضعی وارد پوست شود یا ممکن است پس از مصرف یا تزریق از طریق گردش خون سیستمیک به پوست برسد. این ماده شیمیایی باید «نورفعال» باشد، به این معنی که وقتی نور را جذب می‌کند، انرژی جذب شده تغییرات مولکولی ایجاد می‌کند که باعث سمیت می‌شود. بسیاری از ترکیبات مصنوعی، از جمله مواد دارویی مانند تتراسایکلین‌ها یا فلوروکینولون‌ها، باعث ایجاد این اثرات می‌شوند. تماس سطحی با برخی از این مواد شیمیایی باعث فتودرماتیت می‌شود و بسیاری از گیاهان باعث ایجاد فیتوفتودرماتیت (Phytophotodermatitis) می‌شوند. سمیت ناشی از نور یک پدیده رایج در انسان (Photosensitivity in humans) است. با این حال، در حیوانات دیگر نیز رخ می‌دهد.

## پیشینه علمی
ماده سمی نوری یک ترکیب شیمیایی است که در معرض نور سمی می‌شود.
- برخی داروی تجویزی: آنتی‌بیوتیک‌های تتراسایکلین، سولفونامیدها، آمیودارون، کینولون‌ها، پسورالن
- بسیاری از روغن‌های ضروری مرکبات افشره سرد مانند روغن ترنج (Bergamot essential oil)[۳]
- برخی از آب‌های گیاهی: جعفری، لیموترش و گلپرها (گلپر غول‌پیکر، گلپر سوسنوفسکی، گلپر ایرانی)
- پورفیرین‌ها، دسته‌ای از مولکول‌های طبیعی هستند که در بدن وجود دارند و در بیماران مبتلا به ناهنجاری ژنتیکی خاص در زنجیره ساختمانی رنگ قرمز خون هِم تجمع می‌یابند: پورفیری

سمیت نوری یک پدیده شیمیایی کوانتومی است. سم‌های نوری مولکول‌هایی با یک سامانه مزدوج، اغلب یک سامانه معطر هستند. آنها حالت برانگیختگی پایینی دارند که می‌توان با تحریک فوتون‌های نور مرئی به آن رسید. این حالت می‌تواند تحت تلاقی بین سامانه‌ای (Intersystem crossing) با مولکول‌های همسایه در بافت قرار گیرد و آنها را به رادیکال‌های آزاد سمی تبدیل کند. این‌ها به سرعت به مولکول‌های مجاور حمله می‌کنند و سلول‌ها را می‌کشند. یک رادیکال معمولی اکسیژن یگانه است که از اکسیژن سه‌گانه معمولی تولید می‌شود. از آنجایی که رادیکال‌های آزاد بسیار واکنش‌پذیر هستند، آسیب به قسمت روشن‌شده بدن محدود می‌شود.

## ارزیابی ایمنی‌نوری

### خواص فیزیکی شیمیایی

#### سیستم‌های آزمایش برون‌تنی
تست سمیت نوری قرمز خنثی ۳تی۳ یک تست ارزیابی سم‌شناسی آزمایشگاهی برون‌تنی که برای تعیین سمیت سلولی و اثر سمیت نوری یک ماده آزمایشی (Test article) بر فیبروبلاست‌های موش در حضور یا عدم حضور نور فرابنفش ای استفاده می‌شود.
«سنجش جذب نور قرمز خنثی ۳تی۳ (3T3 NRU PT) می‌تواند برای شناسایی اثر سمیت نوری یک ماده آزمایشی ناشی از ترکیب ماده آزمایشی و نور مورد استفاده قرار گیرد. این آزمایش اثر سمیت سلولی یک ماده آزمایشی را پس از قرار گرفتن در معرض نور و سپس در غیاب قرار گرفتن در معرض دوز غیر سمیت سلولی نور فرابنفش ای و مرئی مقایسه می‌کند. سمیت سلولی به‌صورت کاهش وابسته به غلظت جذب رنگ حیاتی - قرمز خنثی - بیان می‌شود.
موادی که پس از کاربرد سیستمیک و توزیع در پوست، درون‌تنی سمیت نوری هستند، و همچنین ترکیباتی که می‌توانند پس از کاربرد موضعی روی پوست به‌عنوان سمیت نوری عمل کنند، می‌توانند توسط این آزمایش شناسایی شوند. قابلیت اطمینان و ارتباط سنجش جذب نور قرمز خنثی ۳تی۳ ارزیابی شده است و نشان داده شده است که این آزمایش در مقایسه با اثرات حاد سمیت نوری در داخل بدن در حیوانات و انسان‌ها، پیش‌بینی‌کننده است.» با اجازه از [۱] گرفته شده است.

### در طول توسعه دارو
چندین مرجع بهداشتی، اسناد راهنمایی مرتبطی را منتشر کرده‌اند که باید برای توسعه دارو در نظر گرفته شوند:
- آی‌سی‌اچ (کنفرانس بین‌المللی هماهنگ‌سازی الزامات فنی برای ثبت داروهای انسانی (International))
  - ام۳(آر۲) «راهنمای مطالعات ایمنی غیربالینی برای انجام آزمایش‌های بالینی انسانی و مجوز بازاریابی برای داروها»[۴]
  - اس۹ «ارزیابی غیربالینی داروهای ضد سرطان»[۵]
  - اس۱۰ «ارزیابی ایمنی عکس»[۵]
- ئی‌ام‌ای (آژانس دارویی اروپا)
  - «یادداشتی برای راهنمایی در مورد آزمایش ایمنی عکس» (ویرایش در حالت تعلیق)[۶]
  - «پرسش و پاسخ در مورد یادداشت راهنمایی در مورد آزمایش ایمنی عکس»[۶]
- اف‌دی‌ای (سازمان غذا و دارو آمریکا)
- ام‌اچ‌ال‌دبلیو/پی‌ام‌دی‌ای (وزارت بهداشت، کار و رفاه/آژانس دارو و تجهیزات پزشکی)

## سمیت نوری در نور ریزنگاری
هنگام انجام ریزبینی روی نمونه‌های زنده، باید توجه داشت که دوز نور بسیار بالا می‌تواند به نمونه‌ها آسیب برساند یا آنها را از بین ببرد و منجر به مصنوعات تجربی شود. این امر به ویژه در میکروسکوپ هم-کانونی و با فراتفکیک‌پذیری بالا اهمیت دارد.